# トルーソー症候群
- トルーソー症候群[1]
- トルソー症候群[2]

トルーソー症候群（トルーソーしょうこうぐん、英: Trousseau sign of malignancy / Trousseau's syndrome）は、担癌患者において血液凝固能が亢進し、異時性・異所性に血栓性静脈炎を繰り返す病態、すなわち遊走性血栓性静脈炎 (thrombophlebitis migrans) を発症した状態を指す。血栓のある場所は柔らかく、血栓は皮下の結節として触れることができる。トルーソー症候群は静脈血栓塞栓症の稀なバリエーションと考えられており、再発性・異所性の血栓が表在血管だけでなく、胸壁や腕など非一般的な場所にできるものである。この症候群は膵臓癌、胃癌、肺腺癌、さらに婦人科系腫瘍などの腺癌系統が多く、癌の初期症状として出現することもある。原因としてはこれらの癌が分泌するムチンやサイトカイン、組織因子などが血液凝固異常（播種性血管内凝固症候群、DIC）を引き起こすことが上げられ、これによる脳卒中症状で発見されることもある。癌発見の数年から数ヶ月前に発症することもあるという。血栓の再発予防には、ヘパリン療法が推奨されている。この徴候を初めて報告したフランスの内科医アルマン・トルーソーにエポニムが与えられているが、同じく彼が発見した低カルシウム血症時のトルーソー徴候と混同されることがある。

## 歴史

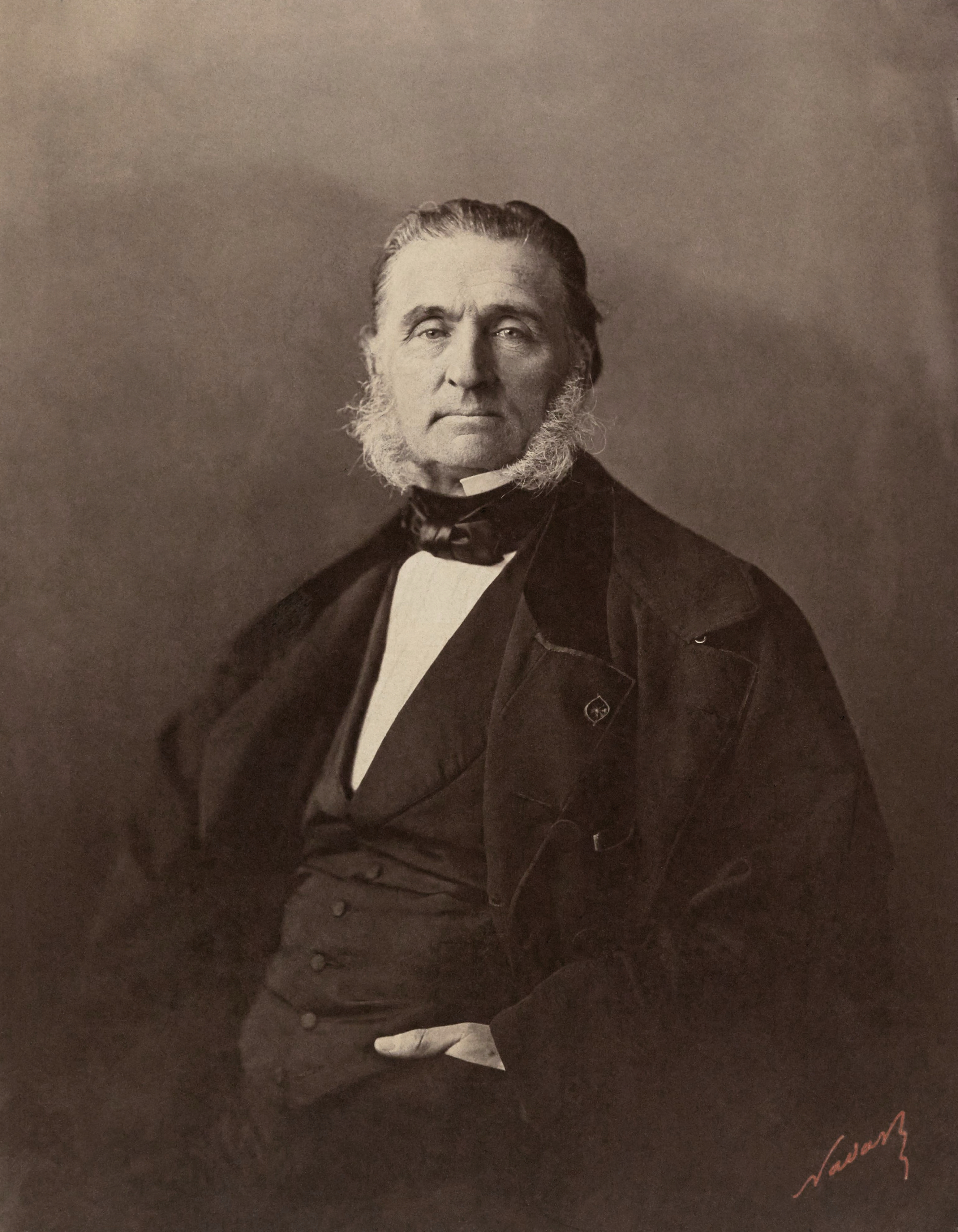
エポニムが与えられたアルマン・トルーソー

1865年、フランスの内科医アルマン・トルーソーは、胃癌患者の遊走性血栓性静脈炎を初報告し、担癌患者で血栓性静脈炎・静脈血栓症が高率に発生すると述べた。トルーソーはその直後に自分の下肢にもこの徴候を見つけ、胃癌と診断されて1867年に没している。トルーソーは予見的に、悪性疾患における血栓塞栓症の原因を、局所の炎症や機械的力ではなく血液組成の変化にあると考えていた。外科手術や剖検で得られた知見と、臨床観察で得られた知見から、トルーソーは局所の癌が全身での過凝固状態を作り出し、四肢をはじめとした全身で血栓症が起こるのだと認識した。彼は再発する血栓症が主症状である内臓腫瘍をケースシリーズとして記録し、これらが病態として繋がっていることを確信して次のように述べた。

## 病態生理学
膵臓・肺の腺癌、また婦人科系腫瘍（乳癌・子宮体癌）などの悪性腫瘍では、血液の過凝固性（血栓を作りやすい傾向）が知られている。理由は完全には解明されていないが、組織因子を含んだ微小小胞体など、腫瘍からの分泌物が大きく関与している可能性がある。腺癌の中にはムチンを分泌するものもあるが、これは血小板上のセレクチンと相互作用し、微小血栓形成に寄与する。実際に、腺癌の腫瘍マーカーとして知られるCA125やCA19-9は高分子ムチンや糖鎖だと指摘されている。
悪性疾患による過凝固状態にある患者では、門脈、四肢の深部静脈、表在血管など体中のあらゆる場所に血栓ができる可能性がある。これらの血栓により血栓性静脈炎を起こしたり、患部に断続的な痛みを起こすことがある。
これらの血栓が脳血管に塞栓すると脳梗塞を起こし、これによって癌が見つかることもある。脳内には外因系に寄与するトロンボプラスチンが豊富にあり、他方抗凝固作用を持つトロンボモジュリンが少ないため、病変ができやすいと考えられている。